# フェネスカリン
フェネスカリン(Phenescaline)または3,5-ジメトキシ-4-フェネトキシフェネチルアミンは、幻覚剤の1つである。メスカリンのアナログである。アレクサンダー・シュルギンが最初に合成し、著者PiHKALの中で、最小服用量を150 mg、持続時間を不明とした。フェネスカリンは、閾値効果を持つ。薬理学的特性、代謝、毒性については、ほとんどデータがない。